# 越智友嗣
越智 友嗣（おち ゆうじ、1947年2月10日 - ）は、日本のシンガーソングライター。はしだのりひことシューベルツのメンバーとして知られる。シューベルツ時代を中心に北山修らの詞に曲をつけた楽曲を残した。現在も平仮名表記の「おち ゆうじ」として、ライブ活動を続けている。

## 経歴

### アマチュア時代
同志社大学在学中、1967年2月に、石塚成孝（いしづかしげたか）、井上博（いのうえひろし）と共にフォークグループ「ザ・ヴァニティー」結成。1968年9月に、コロンビアから「愛に吹く風」でデビュー。
1968年8月、京都での第3回関西フォークキャンプに参加。同年4月に東芝から「あなただけに」（杉田二郎作詞・作曲）でソロデビューしていた杉田二郎（すでにジローズとして活動）と一緒に同曲を歌う。

### はしだのりひことシューベルツ
1968年10月、同志社大学の先輩であるはしだのりひこの呼びかけで、はしだ、ザ・ヴァニティーの井上博とジローズの杉田二郎とともに、「はしだのりひことシューベルツ」を結成。ボーカル、ギターの他に、ステージでのMC、ドラムスを担当。
幅広い曲想作曲能力も持ち合わせ、作詞の北山修とのコンビで「まわるメリーゴーランド」、「ア・ボーイ・ライクス・ア・ガール」、「あの人の口笛」を作曲しているほか、アルバム「天地創造」ではメンバー中最多の4曲を作曲している（他の3人は3曲ずつである）。また、「花に埋もれた恋」などでは自ら作詞も担当した。
1970年6月のシューベルツ解散後は1971年から和泉常寛とともに、クリンカム・クランカムとして活動。
また東京放送（現・TBSテレビ）の早朝番組『ヤング720』の司会も担当したこともある。
その後、前田保（パックンマックンの「△□○コビッチの作曲者」）、森アニカとともに「スーパーリッチ」を結成するもメジャーデビュー目前で1974年頃に解散した(その後2009年8月6日に再集結ライブを行っている)。

### 新たな展開
2005年、はしだのりひことエンドレスのメンバーだったこともある千田雄一とのユニット「おちゆうじとニューベルツ」を結成。様々なユニットを率いて、長野たかしらのサポートを受けて（公式サイトでは長野を入れた3人をニューベルツとしている）、各地でライブ活動に取り組む。バンド名の由来は越智が在籍した「はしだのりひことシューベルツ」と、千田がかつて所属した「ニューエデン」を合わせたものである。その後は中尾淳、元エンドレスの北村謙とセッションを共にすることが増えている。また、杉田二郎らともセッションを行っているという。2010年にはダウンロード販売という形で新曲「SAKE」と、シューベルツ時代の自作曲のセルフカバー「まわるメリーゴーランド」を発表。
2011年、かつてはしだのサポートとしても活動していたPAPAS源太と34年ぶりに再開し、新しいユニット「シューベルツ.COM（シューコム）」を結成、2013年9月4日、シングル「ワインカラーの汐風」を発売した。